# Scott McKenna
Scott Fraser McKenna (Kirriemuir, Angus, Escocia, 12 de noviembre de 1996) es un futbolista escocés. Juega de defensa y su equipo es el G. N. K. Dinamo Zagreb de la Primera Liga de Croacia.

## Trayectoria
Comenzó su carrera en la academia del Aberdeen en 2013. El Daily Record de Escocia lo llamó "Uno de los defensores más prometedores del país".
Debutó profesionalmente para el Aberdeen el 6 de febrero de 2016 contra el St Johnstone. Renovó contrato con el club el 22 de mayo de 2016 por dos años. Se fue a préstamo al Ayr United de la Scottish Championship en noviembre de 2016 por 28 días, préstamo que luego se extendió para el resto de la temporada.
Renovó su contrato con el club hasta 2021 en octubre de 2017. El club rechazó una oferta del Hull City en enero de 2018, ese mismo mes, McKenna anotó un gol de más de 35 yardas en la victoria por 3-1 al Kilmarnock. El 7 de mayo firmó una nueva extensión de contrato con el club hasta 2023.
El Aberdeen F. C. rechazó una oferta de 3,5 millones £ desde el Celtic F. C. por el jugador en agosto de 2018. Tiempo después ese mismo mes, rechazó una nueva oferta del Aston Villa F. C.
Finalmente, en septiembre de 2020 abandonó el club tras ser traspasado al Nottingham Forest F. C. En este equipo estuvo tres temporadas y media antes de ser cedido al F. C. Copenhague en enero de 2024. Al finalizar la temporada, su contrato con los ingleses expiró y quedó libre. Durante su etapa en el club disputó más de cien partidos y ayudó a conseguir el ascenso a la Premier League en la campaña 2021-22.
El 8 de agosto de 2024 firmó por tres años con la U. D. Las Palmas. Tras el primero de ellos se marchó al quedar libre por el descenso a Segunda División y en julio se unió al G. N. K. Dinamo Zagreb.

## Selección nacional
Fue capitán de la selección de Escocia sub-19 en el empate 2-2 contra República Checa en 2014. Debutó con la selección sub-21 de Escocia en septiembre de 2017.
Debutó con la selección de Escocia el 23 de marzo de 2018 en la derrota por la mínima ante Costa Rica. En su cuarto partido con Escocia, en la derrota por 1-0 ante México el 2 de junio de 2018, McKenna fue el capitán del equipo.

### Participaciones en Eurocopas
| Copa          | Sede     | Resultado    | Partidos | Goles |
| ------------- | -------- | ------------ | -------- | ----- |
| Eurocopa 2020 | Europa   | Primera fase | 1        | 0     |
| Eurocopa 2024 | Alemania | Primera fase | 3        | 0     |

## Estadísticas

### Clubes
Actualizado al último partido disputado el 24 de mayo de 2025.
| Club                               | Div.          | Temporada     | Liga  | Liga  | Copas nacionales | Copas nacionales | Copas internacionales | Copas internacionales | Total | Total |
| Club                               | Div.          | Temporada     | Part. | Goles | Part.            | Goles            | Part.                 | Goles                 | Part. | Goles |
| ---------------------------------- | ------------- | ------------- | ----- | ----- | ---------------- | ---------------- | --------------------- | --------------------- | ----- | ----- |
| Aberdeen F. C. Escocia             | 1.ª           | 2014-15       | 0     | 0     | 0                | 0                | 0                     | 0                     | 0     | 0     |
| Ayr United F. C. Escocia           | 3.ª           | 2014-15       | 12    | 0     | 0                | 0                | —                     | —                     | 12    | 0     |
| Alloa Athletic F. C. Escocia       | 2.ª           | 2015-16       | 4     | 0     | 0                | 0                | —                     | —                     | 4     | 0     |
| Alloa Athletic F. C. Escocia       | Total club    | Total club    | 4     | 0     | 0                | 0                | 0                     | 0                     | 4     | 0     |
| Aberdeen F. C. Escocia             | 1.ª           | 2015-16       | 3     | 0     | 0                | 0                | 0                     | 0                     | 3     | 0     |
| Aberdeen F. C. Escocia             | 1.ª           | 2016-17       | 0     | 0     | 1                | 0                | 0                     | 0                     | 1     | 0     |
| Ayr United F. C. Escocia           | 2.ª           | 2016-17       | 11    | 1     | 3                | 0                | —                     | —                     | 14    | 1     |
| Ayr United F. C. Escocia           | Total club    | Total club    | 23    | 1     | 3                | 0                | 0                     | 0                     | 26    | 1     |
| Aberdeen F. C. Escocia             | 1.ª           | 2017-18       | 30    | 2     | 4                | 0                | 0                     | 0                     | 34    | 2     |
| Aberdeen F. C. Escocia             | 1.ª           | 2018-19       | 30    | 2     | 7                | 0                | 2                     | 0                     | 39    | 2     |
| Aberdeen F. C. Escocia             | 1.ª           | 2019-20       | 24    | 1     | 5                | 0                | 6                     | 0                     | 35    | 1     |
| Aberdeen F. C. Escocia             | 1.ª           | 2020-21       | 4     | 0     | —                | —                | 2                     | 0                     | 6     | 0     |
| Aberdeen F. C. Escocia             | Total club    | Total club    | 91    | 5     | 17               | 0                | 10                    | 0                     | 118   | 5     |
| Nottingham Forest F. C. Inglaterra | 2.ª           | 2020-21       | 24    | 1     | 1                | 0                | —                     | —                     | 25    | 1     |
| Nottingham Forest F. C. Inglaterra | 2.ª           | 2021-22       | 48    | 2     | 3                | 0                | —                     | —                     | 51    | 2     |
| Nottingham Forest F. C. Inglaterra | 1.ª           | 2022-23       | 20    | 0     | 4                | 0                | —                     | —                     | 24    | 0     |
| Nottingham Forest F. C. Inglaterra | 1.ª           | 2023-24       | 5     | 0     | 1                | 0                | —                     | —                     | 6     | 0     |
| Nottingham Forest F. C. Inglaterra | Total club    | Total club    | 97    | 3     | 9                | 0                | 0                     | 0                     | 106   | 3     |
| F. C. Copenhague Dinamarca         | 1.ª           | 2023-24       | 13    | 0     | —                | —                | 2                     | 0                     | 15    | 0     |
| F. C. Copenhague Dinamarca         | Total club    | Total club    | 13    | 0     | 0                | 0                | 2                     | 0                     | 15    | 0     |
| U. D. Las Palmas · España          | 1.ª           | 2024-25       | 29    | 0     | 2                | 0                | —                     | —                     | 31    | 0     |
| U. D. Las Palmas · España          | Total club    | Total club    | 29    | 0     | 2                | 0                | 0                     | 0                     | 31    | 0     |
| G. N. K. Dinamo Zagreb · Croacia   | 1.ª           | 2025-26       | 0     | 0     | 0                | 0                | 0                     | 0                     | 0     | 0     |
| G. N. K. Dinamo Zagreb · Croacia   | Total club    | Total club    | 0     | 0     | 0                | 0                | 0                     | 0                     | 0     | 0     |
| Total carrera                      | Total carrera | Total carrera | 257   | 9     | 31               | 0                | 12                    | 0                     | 300   | 9     |
| 1. 2.                              |               |               |       |       |                  |                  |                       |                       |       |       |

### Selección nacional
| Selección        | Temporada     | Encuentros | Encuentros |
| Selección        | Temporada     | Part.      | Goles      |
| ---------------- | ------------- | ---------- | ---------- |
| sub-19 Escocia   | 2013-2015     | 14         | 0          |
| sub-19 Escocia   | Total         | 14         | 0          |
| sub-21 Escocia   | 2017-         | 5          | 0          |
| sub-21 Escocia   | Total         | 5          | 0          |
| Absoluta Escocia | 2018-         | 42         | 1          |
| Absoluta Escocia | Total         | 42         | 1          |
| Total carrera    | Total carrera | 61         | 1          |